# Alf Moon detective privato
Alf Moon Detective Privato (Half Moon Investigations) è un romanzo dello scrittore irlandese Eoin Colfer del 2006.
Il romanzo è stato adattato in una serie televisiva prodotta da BBC.

## Trama
Alfred "Alf" Moon ha 12 anni ed è un detective privato, primo del suo corso all'accademia. Le sue indagini si svolgono all'interno della scuola elementare di Lock e procedono tranquille tra un iPod rubato e un mazzo di chiavi scomparso, fino a quando, indagando sulla scomparsa della ciocca di capelli di una pop star, si imbatte in qualcosa di grosso, molto grosso.
Tra società segrete di undicenni decise a dominare il mondo e famiglie di onesti criminali, Alf scoprirà che niente è come sembra e che anche i nemici di sempre si possono rivelare preziosi alleati.

## Personaggi
- Alfred Moon (meglio conosciuto come Alf Moon) è il protagonista del libro. Frequenta la sesta classe della scuola nella cittadina irlandese di Lock. È chiamato "Alf" a causa della sua bassa statura. Si è laureato in un corso on-line per giovani detective ed è molto bravo a risolvere indagini di vario tipo.
- Erode Roddy Squaletti è il più piccolo della famiglia Squaletti. Piccolo teppista e bullo, terrorizza i bambini della scuola e compie vari furti, fra cui quello di un palmare. Bestemmia quotidianamente, con pieno appagamento.
- Rosso Squaletti diventa l'unico amico di Alf. Rosso non è il suo vero nome, ma questo non è conosciuto da nessuno.
- Papà Squaletti è il capo e/o mandante di molte azioni criminali della zona di Lock.
- Genie Squaletti è una ragazza molto carina e altrettanto nota per le azioni criminali e il grande potere di persuasione come cita il fratello rosso potrebbe fregarti il prosciutto dal panino.
- April Devereux è il capo de Les Jeunes Etudiantes, movimento da lei fondato, con lo scopo di far diventare le partecipanti grandi personaggi nel campo della politica o delle scienze. Per far questo, è disposta a tutto, anche a eliminare i maschi della sua classe, in quanto disturbatori dell'ambiente scolastico.
- May è la cugina di April ed Alf è innamorato di lei.

## Tempo e luoghi
Il racconto si sviluppa nella cittadina irlandese di Lock, ma con tutta probabilità si tratta di un paese fittizio vicino a Dublino. La storia narrata si articola in un presente vicino ma piuttosto avanzato tecnologicamente: scritto tra il 2005 e il 2006, periodo nel quale la diffusione di massa di telefoni cellulari riguardava più che altro il mondo adulto, il racconto mette in mostra gruppi di ragazzini che dimostrano una maturità decisamente più spiccata nonostante la loro età (tra gli 8 e i 13 anni), alimentata anche dalla presenza di oggetti come iPod, telefoni cellulari, PC e palmari di loro proprietà.

## Edizioni
- Eoin Colfer, Alf Moon Detective Privato, traduzione di Fabio Paracchini, Arnoldo Mondadori Editore, 2006,  p. 260, ISBN 88-04-56111-4.